# آزاده یاسمن نبی‌زاده
آزاده یاسمن نبی‌زاده (زاده ۷ آذرماه سال ۱۳۵۷ – تهران) طراح پارچه و لباس اهل ایران است. وی در سال ۱۳۹۵ لوح تقدیر و مدال سرو زرین را از جشنواره فجر دریافت کرد.

## زندگی‌نامه
در سال ۱۳۷۶ دیپلم گرافیک و در سال ۱۳۸۱ از دانشگاه هنر لیسانس طراحی پارچه و لباس را دریافت کرد.
سال‌ها قبل از بافتن، نقاشی می‌کرد.
در نه سالگی به کلاس خیاطی رفت. مادرش برای او لباس می‌دوخت، او برای عروسک‌هایش! اولین استاد آقای محمود جوادی پور شناختن رنگ را از ۱۲ سالگی به وی یاد دادند. از آن زمان رنگ دغدغه همیشگی اش شد. اولین نمایشگاه لباس‌هایش را در شانزده سالگی برگزار کرد.
از استاد لی لا ثمری بافتن را آموخت. دستگاه بافت وسیله تازه‌ای برای بیان نقش‌هایش بود. بوم‌هایش را می‌بافت و به جای دیوار بر تن می‌زد. جدا از جذابیت‌های این کار، قدمت آن برایش مقدسش می‌کرد. از استاد نسرین کیهان تاریخ و اسطوره بافتن را آموخت. نخست، بافتن برایش قدم زدن در جهان خیال و رؤیا بود. اما با یادگیری پیشینه آن، مانند به جا آوردن مراسم آیینی، جهانی از اسطوره‌ها و ریشه‌ها را به رویش گشود.
او در دوران تحصیل با دستگاه آموزشی که از روی نمونه فرانسوی ساخته شده ساخته شده، پارچه‌هایی را بافت که سبک شخصی او در طراحی بود و مورد استقبال و توجه قرار گرفت. او پس از اتمام دانشگاه در سال ۱۳۸۱ اولین نمایشگاه بافته‌هایش را برگزار کرد. در این نمایشگاه پارچه‌هایی را بافت از گل‌ها و گیاهان، سیم، سنگ، پشم و نخ و ابریشم که سبک شخصی او در طراحی مورد توجه و استقبال قرار گرفت. بعدها طراحان و برندهای دیگری فعالیت خود را بر اساس برند آزاده یاسمن شروع کردند و جریانی هنری در در طراحی پارچه و لباس به وجود آمد.
بافتن برایش تجربه‌های رنگینی بود و هدفی جز لذت بردن و کشف و شگفتی نداشت. همراهی علی خطیب شهیدی، هدفی جدی تر به کار بخشید. تصمیم و اراده آن‌ها احیای شبکه پارچه بافی سنتی شد. آن‌ها سفر می‌کردند، از دیدن مردمی که گذشته خود را نه قبول و نه به یاد داشتند، در خود می‌رفتند و برمی‌گشتند…
کنار پارچه‌هایش که پرصدا و شلوغ و جوان بودند، آرزوی پارچه‌هایی داشت که ریشه در تاریخ و جغرافیای ایران داشته باشند. پارچه‌های سنتی کیفیت پایینی داشتند، کارگاه‌های بافت اغلب خراب بودند و بافنده‌ها بی انگیزه، خسته و پیر.
در سال ۱۳۸۴ با ابریشم بافی کاشان آشنا شد که فقط نامی از آن به جا مانده بود، بافنده‌ها حاضر به تغییر در نوع بافت نبودند. با ناباوری وی و پیگیری علی خطیب شهیدی، یکی از کارگاه‌های ابریشم بافی کاشان متقاعد به همکاری شد. آن‌ها می‌خواستند روح امروز در بافته‌های کهن جاری باشد. در ساختار منظم سنتی آن اندکی بهم ریختگی در تقسیمات و رنگ به وجود آورد. علی خطیب شهیدی در هر بار سفارش بافت، کیفیت انجام یکی از مراحل را بالا می‌برد. ارتقای رنگرزی گیاهی، بالا بردن تراکم بافت، احیای فنون رنگرزی اَبرش و ایکات، احیای استفاده از چهار وَرد، چله کشی‌های رنگارنگ به جای چله کشی مشکی بخشی از برنامه‌های عملی شده او با کمک صنعتگران سنتی است. وی در مورد احیای ابریشم بافی نیز با رسانه بین‌المللی Iran Daily نیز مصاحبه‌ای داشته‌است.
وی در سال ۱۳۸۶ نمایشگاهی از دست بافته‌های خویش را در موزه نگارستان مجموعه فرهنگی تاریخی سعدآباد [۳] برگزار کرد.
در سال ۱۳۹۰ برای یادگیری موج بافی راهی کردستان شدند ولی آن را صنعتی فراموش شده یافتند. استاد کارانی که سال‌ها کار را کنار گذاشته بودند و دیگر حاضر به انجام آن نبودند. یک سال طول کشید تا اولین کارگاه موج بافی را راه اندازی کردند. از سال ۱۳۹۲ در روستایی ساکن شدند که تا ۲۰ سال پیش تمام مردان روستا موج باف بودند ولی تا ۸ سال قبل از آن کسی دیگر در آنجا موج نبافته بود. امروزه کارگاه‌هایی در این روستا موج‌هایی می‌بافند که از نظر طراحی و کیفیت نمونه مشابهی ندارند. در سال ۱۳۹۵ نمایشگاهی نیز با عنوان خاطرات کردستان [۴] در فرهنگسرای نیاوران برگزار گردید.
وی در سال ۱۳۸۶ نمایشگاهی از دست بافته‌های خویش را در موزه نگارستان مجموعه فرهنگی تاریخی سعدآباد برگزار کرد.
در سال ۱۳۹۰ برای یادگیری موج بافی راهی کردستان شدند ولی آن را صنعتی فراموش شده یافتند. استاد کارانی که سال‌ها کار را کنار گذاشته بودند و دیگر حاضر به انجام آن نبودند. یک سال طول کشید تا اولین کارگاه موج بافی را راه اندازی کردند. از سال ۱۳۹۲ در روستایی ساکن شدند که تا ۲۰ سال پیش تمام مردان روستا موج باف بودند ولی تا ۸ سال قبل از آن کسی دیگر در آنجا موج نبافته بود. امروزه کارگاه‌هایی در این روستا موج‌هایی می‌بافند که از نظر طراحی و کیفیت نمونه مشابهی ندارند. در سال ۱۳۹۵ نمایشگاهی نیز با عنوان خاطرات کردستان در فرهنگسرای نیاوران برگزار گردید.
ابریشم بافی و مَرخَز بافی خراسان، عبا بافی نایین و بوشهر، سوزن‌دوزی‌های جنوب و کرباس‌بافی‌های کویر، آن‌ها را شیفته خود کرد و دست در کار آن‌ها نیز شدند.
وی در حال حاضر برای بافنده‌های بومی طراحی پارچه می‌کند. لباس‌ها یش اقتباسی آزاد از تاریخ و جغرافیای ایران هستند، به شاگردانی بافتن یاد می‌دهد، برایشان طرح و نقش می‌کشد و بافته‌هاشان را خریداری می‌کند.

## زندگی شخصی
وی با علی خطیب شهیدی ازدواج کرد که حاصل آن یک فرزند با نام مانی است. 

## مقالات
1. نمونه‌سازی برای ابریشم بافی در کاشان
2. خاطرات کردستان
3. نمونه‌سازی برای موج بافی در کردستان
4. نمونه‌سازی برای نمد مالی در شهر کرد
5. نمونه‌سازی برای عبای بافی در بوشهر
6. نمونه‌سازی برای کرباس بافی در خارطوران
7. نمونه‌سازی برای ابریشم بافی در گلستان

## مشارکت در ساخت فیلم‌های
1. مستند سینمایی دفینه (۱۳۹۳)
2. فبلم تجربی رخت (۱۳۹۳)
3. مستند سینمایی جولا (۱۳۹۲)[۴]

## سخنرانی‌ها
1. تدکس تهران – طراحی با هنرهای اجدادی ایران[۵]
2. دانشگاه هنر در سال ۱۳۹۵

## جوایز
1. برنده نشان سرو زرین در اولین دوره جشنواره صنایع دستی فجر ۱۳۹۵
2. تقدیر شده در نمایشگاه‌های متعدد
3. کلکسیون بهترین‌های هنر ایران ۱۳۹۲